# Natale a New York
Pour plus de détails, voir Fiche technique et Distribution.
Natale a New York est un film italien réalisé par Neri Parenti et sorti en 2006.

## Fiche technique
- Titre : Natale a New York
- Réalisateur : Neri Parenti
- Scénario : Neri Parenti, Fausto Brizzi, Marco Martani, Alessandro Bencivenni (it), Domenico Saverni (it)
- Producteur : Aurelio De Laurentiis, Luigi De Laurentiis
- Producteur exécutif : Maurizio Amati (it)
- Photographie : Daniele Massaccesi
- Scénographie : Laura Pozzaglio
- Effets spéciaux :
- Montage : Luca Montanari (it)
- Musique originale : Bruno Zambrini
- Costumes :
- Pays d'origine :  Italie
- Genre : Comédie
- Durée : 111 minutes (1 h 51)
- Dates de sortie :
  - Italie : 15 décembre 2006

## Distribution
- Christian De Sica : Camillo « Lillo » Ferri
- Sabrina Ferilli: Barbara Ricacci
- Massimo Ghini : Claudio Ricacci
- Claudio Bisio : Dott. Severino Benci
- Elisabetta Canalis: Carlotta Ferri
- Alessandro Siani : Lello
- Fabio De Luigi : Filippo Vessato
- Paolo Ruffini (it): Paolo Benci
- Francesco Mandelli (it) : Francesco Benci
- Fiorenza Marchegiani : Milena Ferri
- Amanda Gabbard: Mary
- Erika J. Othen (it) : Sylvia
- Pamela Paul: Madre di Mary
- Roy Yeager: Padre di Mary
- Jesse Buckler: Direttore hotel Roosvelt
- Eric Bright: George, ragazzo di Sylvia
- William J. Vila (it) : Tassista
- Bob Senkewicz: Dottore
- Michael Muldoon: Detective John Palmer
- Peter Stoehr: Prete

### Source de la traduction
- (it) Cet article est partiellement ou en totalité issu de l’article de Wikipédia en italien intitulé « Natale a New York » (voir la liste des auteurs).